# Fritz Mayer van den Bergh

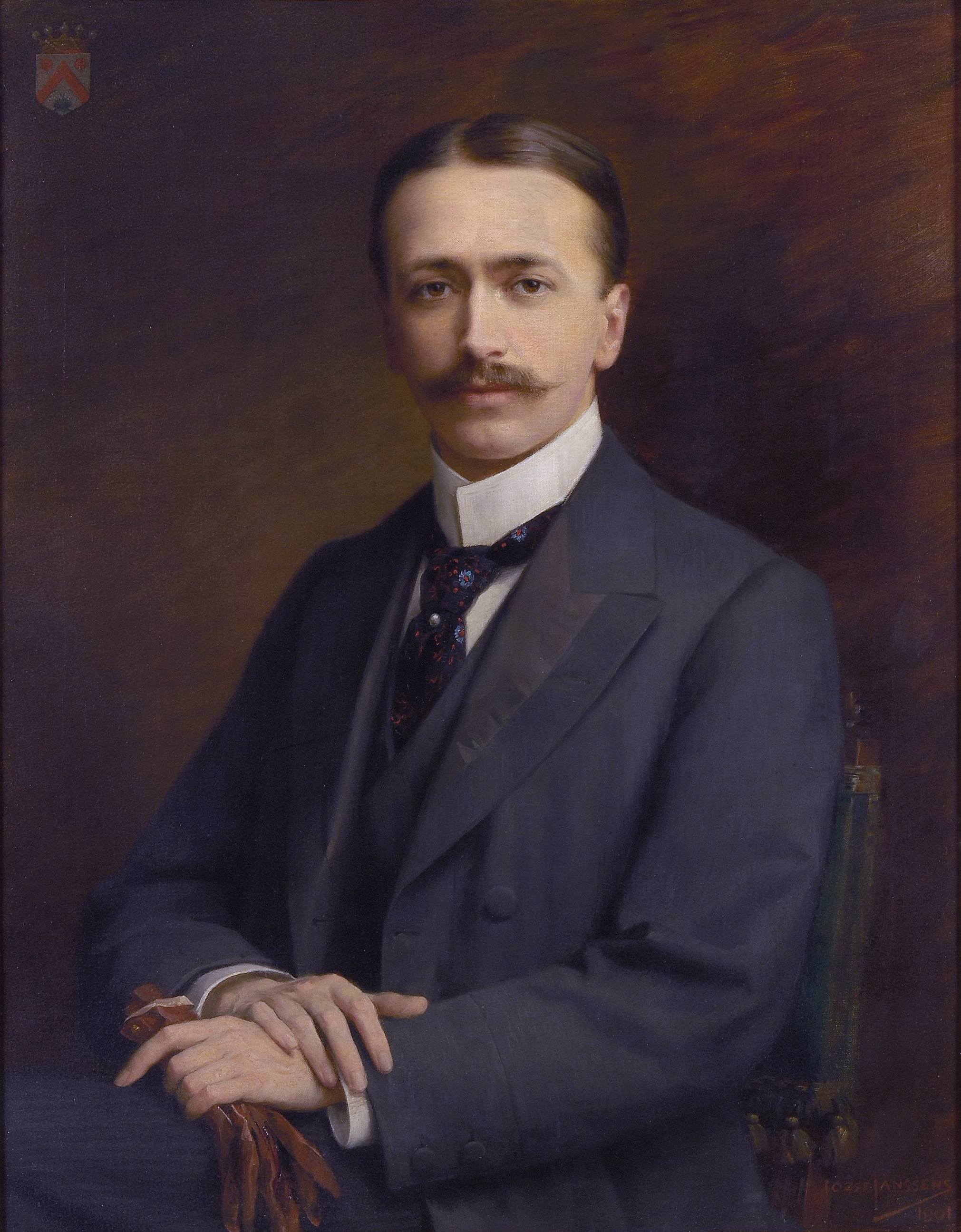
Ridder Mayer van den Bergh door Jozef Janssens de Varebeke

Frédéric Henri Godefroid Émile Constantin (Fritz) ridder Mayer van den Bergh (Antwerpen, 22 april 1858 - aldaar, 4 mei 1901) was een Belgisch kunstverzamelaar en kunsthistoricus.

## Levensloop

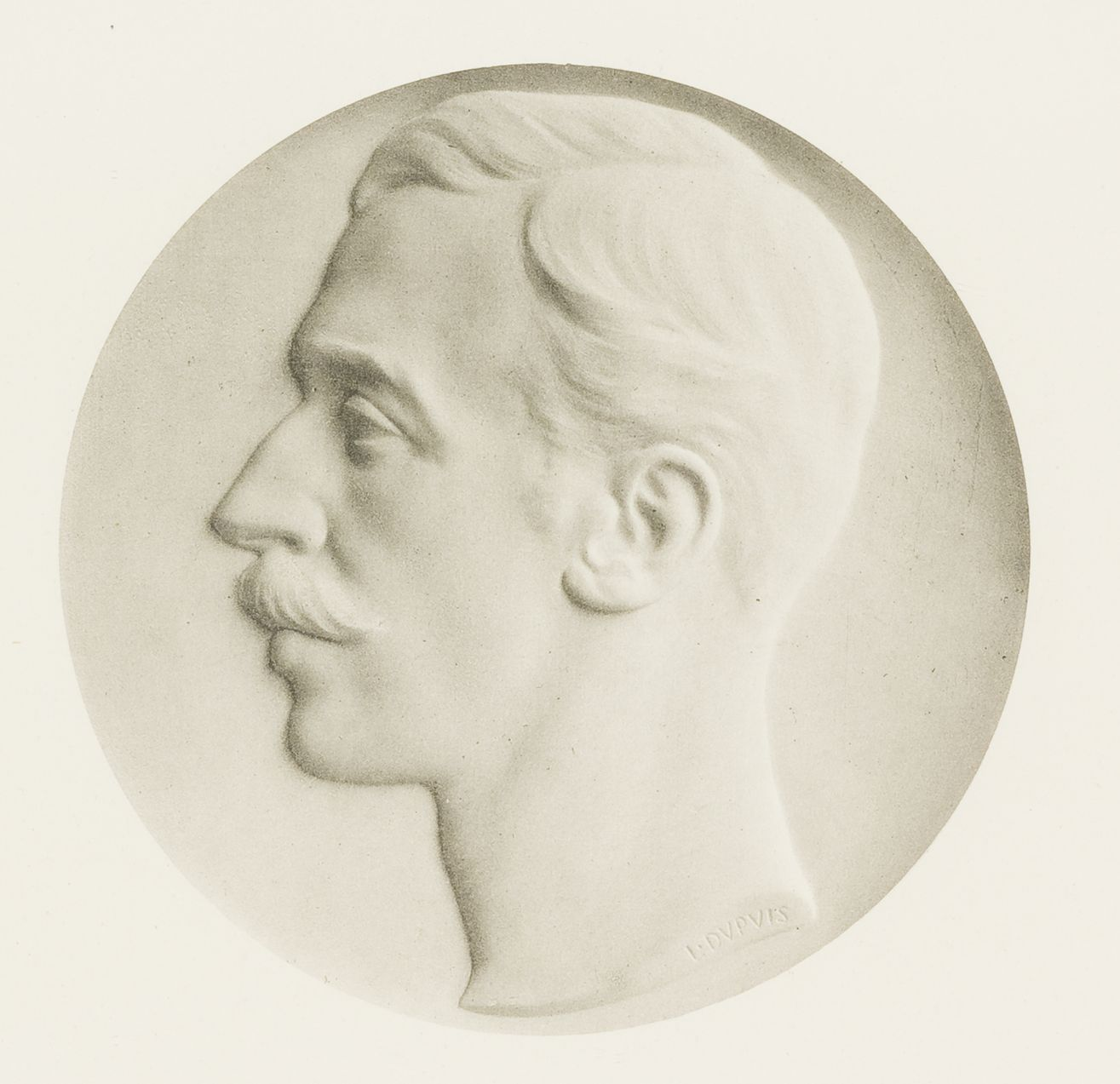
Portretmedaillon van Fritz Mayer van den Bergh door Louis Dupuis

Hij was de oudste zoon van Emil Mayer en Henriëtte Isabelle Joanna van den Bergh (1838-1920). Zijn vader was een succesvol handelaar in specerijen en farmaceutische producten. Zijn moeder was kunstverzamelaar en een dochter van Jean-Felix van den Bergh, een jeneverstoker, die woonde in kasteel Maxburg in Meer. Beide ouders waren aanzienlijk rijk. Henriëtte erfde in haar lange leven vijf kastelen. 
Toen zijn vader overleed erfde Frederik miljoenen, die hij investeerde in oude kunst, waaronder vele meesterwerken van de schilderkunst. Zijn kennis was legendarisch. Naast een groot Brueghelspecialist kan ook Cornelis de Vos toegevoegd worden aan zijn specialisatie, hij verwierf vijf topwerken die van zijn hand zijn. Van beiden verzamelde hij meesterwerken, die vandaag een fortuin waard zijn.
In 1888 werd hij opgenomen in de Belgische erfelijke adel, met de titel ridder overgaand bij eerstgeboorte. Hij overleed, slechts 43 jaar oud en ongehuwd, in een ruiterongeval. Zijn verzameling bleef bewaard, maar kon niet voltooid worden zoals hij het had verhoopt. Zijn moeder ontfermde zich over de erfenis en voerde zijn wens uit. Ze stichtte en beheerde tot haar overlijden het Museum Mayer van den Bergh. In september 1887 kreeg hij de toestemming om aan zijn familienaam de naam Van den Bergh toe te voegen.
De Mortselse Fredericusstraat werd op 7 oktober 1930 naar hem vernoemd. Het verzorgingscentrum Mayerhof vervangt het in 1904 door zijn moeder opgerichte Sint-Frederikinstituut op dezelfde locatie.

## Oscar Mayer van den Bergh
Oscar Jean Joseph Henri Émile Clément (Oscar) Mayer van den Bergh (Antwerpen, 22 maart 1859 - Edegem, 8 augustus 1913), broer van Frederik, trouwde in Edegem in 1887 met jkvr. Romaine du Bois d'Aische (1860-1944). Ze kregen twee dochters. In 1888 werd hij verheven in de Belgische erfelijke adel. Een half jaar voordien had hij, samen met zijn broer, de toestemming gekregen om van den Bergh aan zijn naam toe te voegen. Hij publiceerde twee catalogi over de verzamelingen van zijn broer.